# Peterview
Peterview es un pueblo canadiense situado en la provincia de Terranova y Labrador.

## Superficie
Peterview tiene una superficie de 6,34 km².

## Demografía
En 2021, tenía 723 habitantes, una densidad poblacional de 114,1 hab./km², y 288 viviendas.